# Mesotheriidae
I mesoteriidi (Mesotheriidae) sono una famiglia di mammiferi notoungulati estinti, appartenenti ai tipoteri. Vissero tra l'Oligocene superiore e il Pleistocene medio (circa 28 - 0,7 milioni di anni fa) e i loro resti fossili sono stati ritrovati in Sudamerica.

## Descrizione
Questi animali erano di piccola o media taglia, e le forme più grandi (ad esempio Mesotherium) potevano essere delle dimensioni di un montone. I mesoteriidi erano caratterizzati da alcune specializzazioni nello scheletro e nella dentatura. Tutti i mesoteriidi erano dotati di incisivi a crescita continua, con lo smalto confinato nella superficie anteriore; questa condizione, nota come gliriforme, si riscontra anche nei Glires (roditori e lagomorfi). I denti premolari e molari erano a corona alta (ipsodonti) e, nelle forme più specializzate della famiglia, erano anch'essi a crescita continua. Con l'esclusione di alcune forme arcaiche (come Trachytherus), le arcate zigomatiche dei mesoteriidi erano particolarmente sviluppate, soprattutto nella parte anteriore.
Gli scheletri dei mesoteriidi erano piuttosto robusti, e mostravano caratteristiche che si riscontrano negli attuali mammiferi scavatori. Tra queste caratteristiche si ricordano falangi ungueali a forma di artigli profondamente scanalate, la presenza di un osso sesamoide nel gomito e il rinforzo del cinto pelvico mediante l'aggiunta di vertebre al sacro e la fusione del sacro e dell'innominato (Shockey et al., 2007).

## Classificazione
La famiglia Mesotheriidae venne istituita da Alston nel 1876, per accogliere alcune forme di tipoteri di dimensioni relativamente grandi e dalle caratteristiche specializzate. In effetti, il sottordine dei Typotheria prende il nome dal genere Typotherium, un sinonimo di Mesotherium. I mesoteriidi erano le forme più derivate dei tipoteri, che tradizionalmente includono anche le famiglie Oldfieldthomasiidae, Archaeopithecidae, Campanorcidae e Interatheriidae. Alcuni studi, tuttavia, hanno indicato che tra i tipoteri dovrebbero essere inclusi anche i membri del sottordine degli egetoteri (famiglie Archaeohyracidae e Hegetotheriidae); nelle classificazioni più recenti, i mesoteriidi risulterebbero i più stretti parenti di queste ultime due famiglie, e sembra che sia i mesoteriidi che gli egetoteriidi siano derivati da membri della famiglia (probabilmente parafiletica) degli archeoiracidi (Cifelli, 1993; Billet et al., 2007). 
All'interno della famiglia dei mesoteriidi vi erano diverse sottofamiglie: Fiandraiinae, Trachytheriinae e Mesotheriinae; secondo alcuni studi, la sottofamiglia Fiandraiinae (composta esclusivamente dal genere Fiandraia) potrebbe appartenere al sottordine dei tossodonti. La sottofamiglia Trachytheriinae è nota principalmente per Trachytherus, una forma oligocenica forse anch'essa parafiletica, di cui alcuni membri risulterebbero ancestrali alla sottofamiglia Mesotheriidae, la più derivata (Reguero e Castro, 2004).
Famiglia †Mesotheriidae
- Sottofamiglia Fiandraiinae
  - Fiandraia
- Sottofamiglia Trachytheriinae 
  - Trachytherus
- Sottofamiglia Mesotheriinae
  - Eotypotherium
  - Altitypotherium
  - Microtypotherium
  - Eutypotherium
  - Caraguatypotherium
  - Plesiotypotherium
  - Rusconitherium
  - Typotheriopsis
  - Pseudotypotherium
  - Mesotherium
  - Hypsitherium

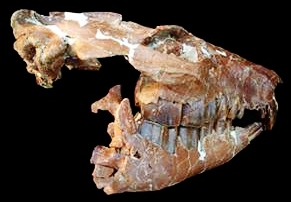
Cranio di Trachytherus

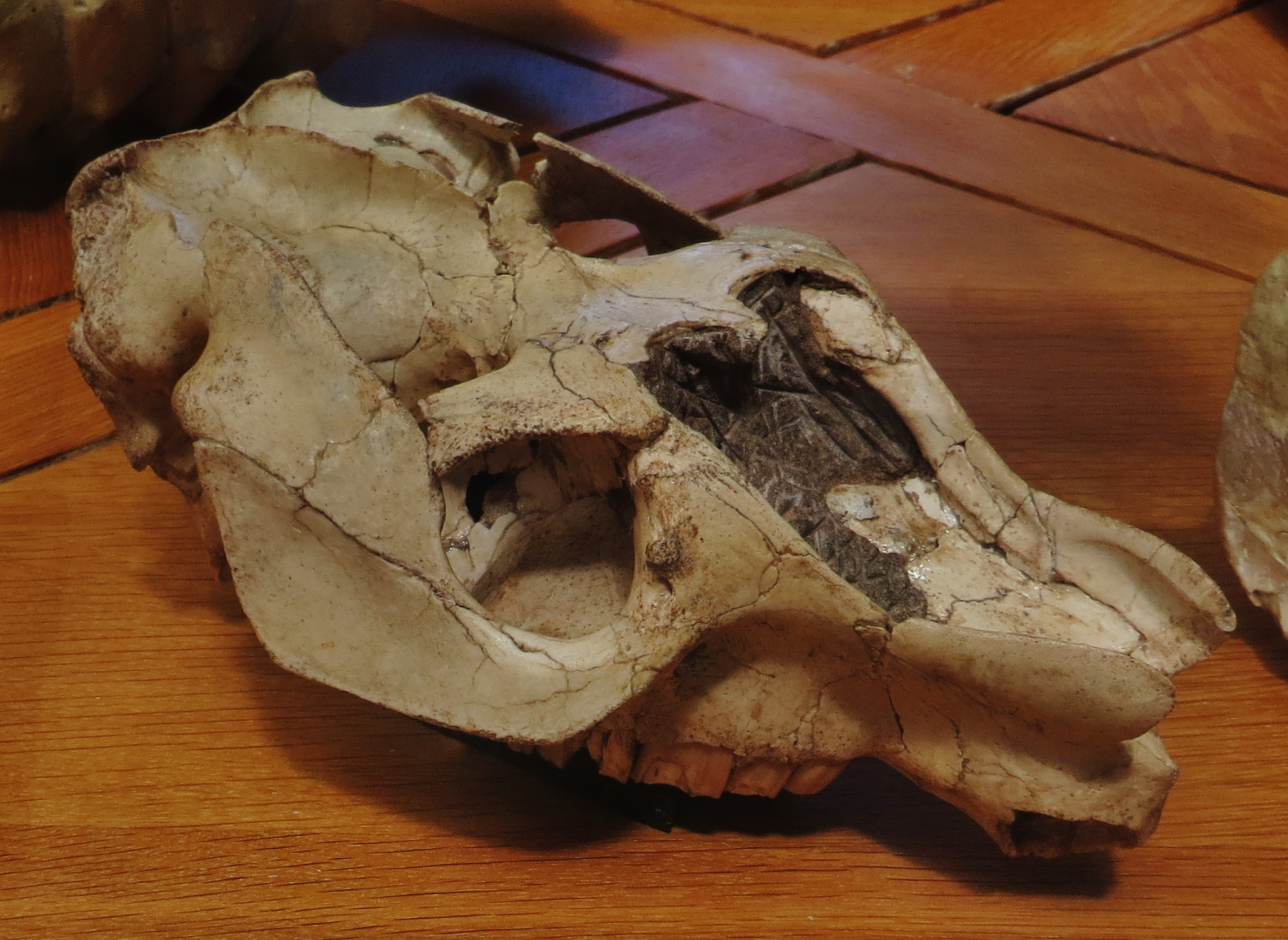
Cranio di Plesiotypotherium

È possibile che i primi mesoteriidi siano apparsi addirittura nell'Eocene superiore, con la specie ?Trachytherus mendocensis, ma alcuni studi indicherebbero che i fossili di questa forma appartengano in realtà a terreni molto più recenti, forse addirittura al Miocene inferiore (Cerdeño et al., 2006). Il più antico mesoteriide noto sarebbe quindi Trachytherus dell'Oligocene superiore, seguito da numerose forme che nel corso del Miocene e del Pliocene si diffusero in Sudamerica. È interessante notare che i mesoteriidi, al contrario di molte altre famiglie di ungulati sudamericani, erano più diversificati nelle faune delle medie latitudini di Bolivia e Cile, in particolare negli altipiani (Flynn et al., 2005). I fossili di mesoteriidi sono invece rari nelle alte latitudini in Patagonia e del tutto assenti nelle faune tropicali delle parti settentrionali del Sudamerica.

## Paleoecologia
Uno studio biomeccanico dello scheletro di tre generi di mesoteriidi (Trachytherus, Plesiotypotherium e Mesotherium) che comprende tutto il range temporale della famiglia ha indicato che la maggior parte dei mesoteriidi, se non tutti, erano adatti a scavare (Shockey et al., 2007). Lo studio ha concluso che i mesoteriidi probabilmente scavavano per dissotterrare radici e tuberi, e forse erano molto simili come dieta e comportamento ai vombati attuali, anche se nessun gruppo vivente potrebbe essere perfettamente analogo. Attività estensive di scavo sono state considerate possibili ma improbabili, data la taglia relativamente grande della maggior parte delle forme. 